# Шаннонбридж

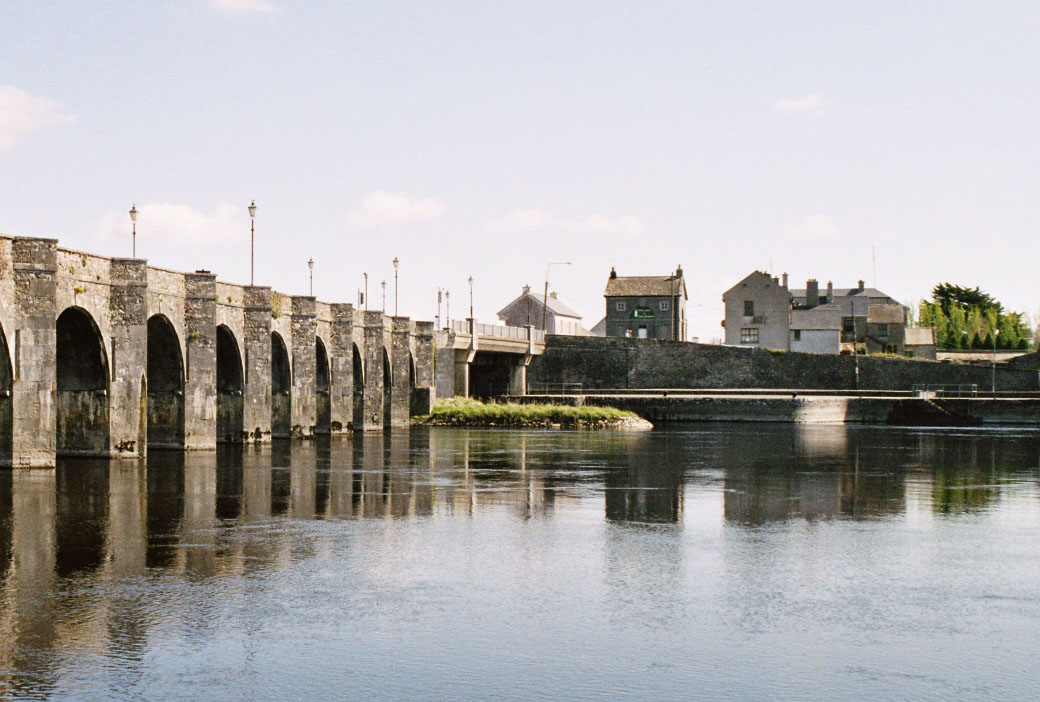
Вид с западного берега

Шаннонбридж (англ. Shannonbridge; ирл. Droichead na Sionainne) — деревня в Ирландии, находится в графстве Оффали (провинция Ленстер) на реке Шаннон у пересечения дорог R444 и R357. Деревенский мост — один из самых старых построенных через эту реку мостов, до сих пор находящихся в использовании; он был достроен в 1757 году.
Здесь располагается ряд крупных электростанций.

## Демография
Население — 221 человек (по переписи 2006 года). В 2002 году население составляло 248 человек.
Данные переписи 2006 года:
| Общие демографические показатели |               |                               |                               |      |      |
| Всё население                    | Всё население | Изменения населения 2002—2006 | Изменения населения 2002—2006 | 2006 | 2006 |
| 2002                             | 2006          | чел.                          | %                             | муж. | жен. |
| 248                              | 221           | −27                           | −10,9                         | 123  | 98   |